# 南京外国語学校
南京外国語学校（なんきんがいごくごがっこう, Nanjing Foreign Language School）は、中華人民共和国江蘇省南京市玄武区に在る中等教育学校。通称は南外（なんがい）。それが当時の国務院総理の周恩来による監督の下で1963年から1964年の間に建てられた国内最初の七つ外国語学校の一つである。